# Andrew Benesh
Andrew „Andy“ Benesh (* 14. März 1995 in Rancho Palos Verdes, Kalifornien) ist ein US-amerikanischer Beachvolleyball- und ehemaliger Volleyballspieler.

## Karriere Halle
Zunächst verstärkte Andrew Benesh das Volleyballteam der Palos Verdes High School als Mittelblocker. Parallel stand er für den Southern California Volleyball Club auf dem Spielfeld, der seine vorrangige Aufgabe darin sieht, junge Talente auf eine erfolgreiche Karriere vorzubereiten. Mit der Mannschaft des Vereins gewann er 2012 die nationalen US-Meisterschaften für unter Siebzehnjährige. Von 2014 bis einschließlich 2017 spielte Benesh für die USC Trojans, in seinem letzten Studienjahr war er Kapitän des Teams. Zuvor gewann er 2014 mit der U21-Nationalmannschaft der Vereinigten Staaten bei den NORCECA-Meisterschaften die Bronze- und eine Saison später beim Panamerika Cup die Silbermedaille. Außerdem stand er im Kader des Teams, das im selben Jahr bei Junioren-WM in Mexiko antrat. Im Anschluss an sein Studium wechselte der Angreifer in die Schweiz und gewann mit Lausanne UC sowohl die Meisterschaft der Alpenrepublik als auch den Supercup. Anschließend konzentrierte sich der Kalifornier auf seine Karriere in der Sand-Variante seines Sports.

## Karriere Beach
Schon zu High-School-Zeiten beschäftigte sich Benesh während der Off-Season mit Beachvolleyball als Ausgleich. Ernsthaft wurden seine Ambitionen jedoch erst 2018, als er nach seinem Intermezzo in Europa mit seinem Freund aus Schulzeiten Cole Fiers ein Duo bildete. Den beiden gelang es bei zwei AVP-Events, die Qualifikation zu überstehen und ins Hauptfeld zu gelangen. Ein Jahr später erreichte Benesh mit seinem neuen Partner Adam Roberts zum ersten Mal das Viertelfinale. Nach einem neunten Rang 2020 mit Eric Beranek stand Andy Benesh in der folgenden Saison mit Billy Allen in Manhattan Beach und in Chicago auf der untersten Stufe des Podests.
Die folgende Spielzeit wurde zur erfolgreichsten in der bisherigen Karriere des aus Rancho Palos Verdes stammenden Athleten. Bei seinem einzigen Start mit Weltmeister und Olympiasieger Phil Dalhauser stand er in Austin ganz oben auf dem Stockerl, das Gleiche gelang ihm mit Miles Evans in Denver. Zuvor hatten die beiden das Finale des FIVB-Future in Songkhla erreicht und später erhielten sie noch die Bronzemedaille beim AVP-Wettbewerb in Manhattan Beach. Im selben Jahr gewann Andy Benesh mit seinem neuen Partner Miles Partain das FIVB-Challenge in Dubai. 2023 erreichten die beiden gebürtigen Kalifornier die Runde der letzten Acht in Itapema und das Halbfinale in Saquarema. Anschließend gewannen sie den AVP-Wettbewerb in Huntington Beach und die Bronzemedaille beim Elite16 in Ostrava. Der größte Erfolg ihrer Zusammenarbeit bis zu diesem Zeitpunkt gelang den US-Amerikanern jedoch in Gstaad, als sie sowohl in der Poolrunde als auch im Endspiel die Weltranglistenersten, Olympiasieger, Welt- und dreifachen Europameister Anders Mol und Christian Sørum in jeweils drei Sätzen besiegten. Beim Elite16-Endspiel in Montréal unterlagen Benesh/Partain den Norwegern. Bei den Weltmeisterschaften in Tlaxcala war für die US-Amerikaner nach dem Poolsieg und zwei weiteren Erfolgen in der Hauptrunde das Viertelfinale Endstation.
Ihren nächsten Podestplatz bei der FIVB-Tour erkämpften sie erst im Juni 2024, als sie beim Elite16 in Ostrava im Kampf um Bronze ein weiteres Mal die Norweger Mol und Sørum bezwingen konnten. Nach dem Viertelfinaleinzug beim gleichwertigen Event in Wien überstanden sie bei den Olympischen Spielen sowohl die Gruppenphase als auch die erste Hauptrunde. Dann mussten sie sich jedoch gegen Cherif und Ahmed geschlagen geben und belegten somit auch bei dieser Veranstaltung den geteilten fünften Rang. Anschließend gewannen Benesh/Partain die AVP-Turniere in Atlanta und in Chicago.

## Rekorde
- Oktober 2022 – Miles Partain und Andy Benesh waren die ersten männlichen US-Amerikaner, die ein Turnier der Volleyball World Beach Pro Tour gewonnen haben, die seit 2022 die FIVB World Tour ersetzt. Außerdem waren sie das erste Männerteam, das aus der Qualifikation heraus die Goldmedaille bei einem Challenge- oder Elite16-Event erhalten hat.[3]

## Auszeichnungen
- 2022 – AVP Most Improved Player laut VolleyballMag.com

## Persönliches
Andrew Benesh studierte an der University of Southern California im Hauptfach Kommunikationswissenschaften und erreichte eine Durchschnittsnote von B+.